# 沃利亞-多布羅斯坦西卡
49°53′32″N 23°38′13″E / 49.89222°N 23.63694°E
沃利亞-多布羅斯坦西卡（烏克蘭語：Воля-Добростанська），是烏克蘭的村落，位於該國西部利沃夫州，由亞沃里夫區負責管轄，始建於1399年，面積9.99平方公里，海拔高度278米，2001年人口527，人口密度每平方公里52.75人。